# Formula One Indoor Trophy de 1991
Formula One Indoor Trophy de 1991 foi a quarta edição da Formula One Indoor Trophy. A competição foi disputada nos dias 7 e 8 de Dezembro de 1991.

## Participantes
| Equipe/Scuderia     | Construtor | Chassis | Motor                    | Pneus | Piloto            |
| ------------------- | ---------- | ------- | ------------------------ | ----- | ----------------- |
| Andrea Moda Formula | Coloni     | C4      | Ford Cosworth DFR 3.5 V8 | G     | Antonio Tamburini |
| Fondmetal F1 SpA    | Osella     | FA1/ME  | Ford Cosworth DFR 3.5 V8 | G     | Gabriele Tarquini |
| Minardi Team        | Minardi    | M190    | Ford Cosworth DFR 3.5 V8 | G     | Marco Apicella    |
| Minardi Team        | Minardi    | M191    | Ferrari 037 3.5 V12      | G     | Gianni Morbidelli |
| Scuderia Italia SpA | Dallara    | 191     | Ford Cosworth DFR 3.5 V8 | P     | JJ Letho          |
| Team Lotus          | Lotus      | 102B    | Judd EV 3.5 V8           | G     | Johnny Herbert    |

## Resultados
|  | Quartas de final | Quartas de final  | Quartas de final |                |                   | Semi-finais | Semi-finais | Semi-finais |  |  | Final | Final | Final |  |
|  |                  |                   |                  |                |                   |             |             |             |  |  |       |       |       |  |
|  | Reino Unido      | Johnny Herbert    |                  |                |                   |             |             |             |  |  |       |       |       |  |
|  | Reino Unido      | Johnny Herbert    |                  |                |                   |             |             |             |  |  |       |       |       |  |
|  | Itália           | Gabriele Tarquini |                  |                |                   |             |             |             |  |  |       |       |       |  |
|  | Itália           | Gabriele Tarquini |                  | Itália         | Gabriele Tarquini |             |             |             |  |  |       |       |       |  |
|  |                  |                   |                  | Itália         | Gabriele Tarquini |             |             |             |  |  |       |       |       |  |
|  |                  |                   | Finlândia        | JJ Lehto       |                   |             |             |             |  |  |       |       |       |  |
|  | Finlândia        | JJ Lehto          | Finlândia        | JJ Lehto       |                   |             |             |             |  |  |       |       |       |  |
|  | Finlândia        | JJ Lehto          |                  |                |                   |             |             |             |  |  |       |       |       |  |
|  | Itália           | Marco Apicella    |                  |                |                   |             |             |             |  |  |       |       |       |  |
|  | Itália           | Marco Apicella    |                  | Itália         | Gabriele Tarquini |             |             |             |  |  |       |       |       |  |
|  |                  |                   |                  |                |                   |             |             |             |  |  |       |       |       |  |
|  |                  |                   | Reino Unido      | Johnny Herbert |                   |             |             |             |  |  |       |       |       |  |
|  | Itália           | Gianni Morbidelli | Reino Unido      | Johnny Herbert |                   |             |             |             |  |  |       |       |       |  |
|  | Itália           | Gianni Morbidelli |                  |                |                   |             |             |             |  |  |       |       |       |  |
|  | Itália           | Antonio Tamburini |                  |                |                   |             |             |             |  |  |       |       |       |  |
|  | Itália           | Antonio Tamburini |                  | Itália         | Antonio Tamburini |             |             |             |  |  |       |       |       |  |
|  |                  |                   |                  | Itália         | Antonio Tamburini |             |             |             |  |  |       |       |       |  |
|  |                  |                   | Reino Unido      | Johnny Herbert |                   |             |             |             |  |  |       |       |       |  |
|  |                  |                   | Reino Unido      | Johnny Herbert |                   |             |             |             |  |  |       |       |       |  |
|  |                  |                   |                  |                |                   |             |             |             |  |  |       |       |       |  |
|  |                  |                   |                  |                |                   |             |             |             |  |  |       |       |       |  |

- Johnny Herbert se classificou para a semifinal por ter feito o melhor tempo entre os perdedores.

### Resultado Final
| Formula One Indoor Trophy de 1991      |
| Gabriele Tarquini                      |
| -------------------------------------- |
| Gabriele Tarquini Vencedor (1º título) |